# Umwelt-Bibliothek

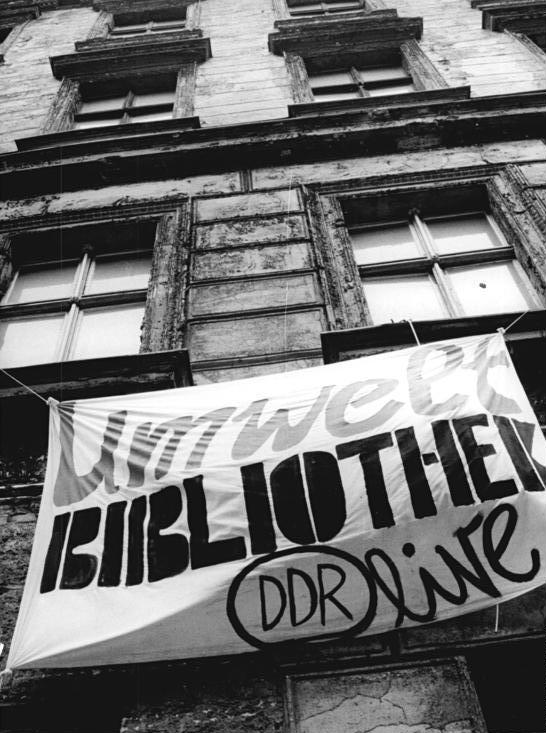
Die Berliner Umweltbibliothek im Januar 1990

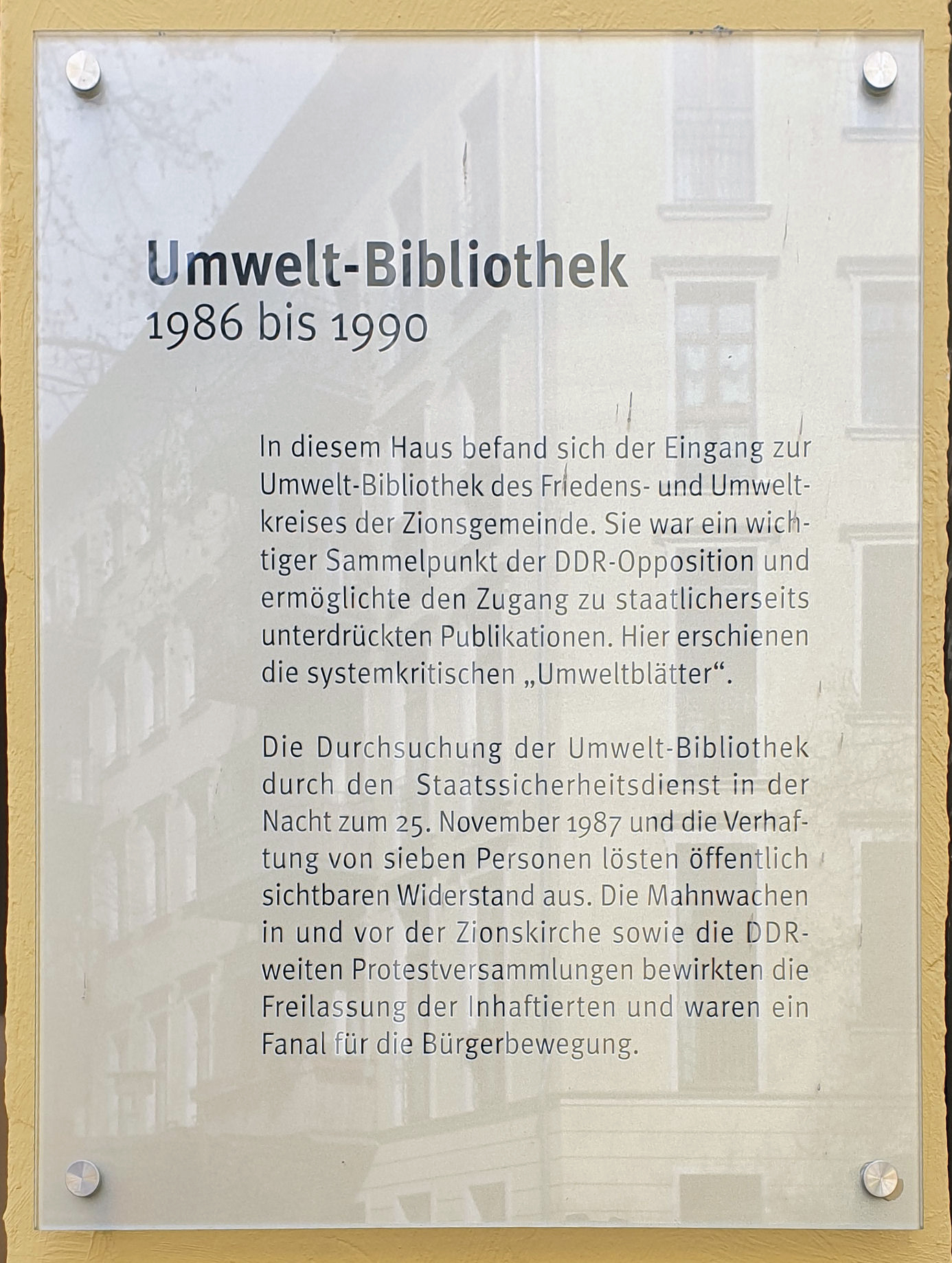
Gedenktafel am Haus, Griebenowstraße 16, in Berlin-Mitte

Die Umwelt-Bibliothek (auch Umweltbibliothek Berlin) im Keller des Gemeindehauses der Zionskirchgemeinde im Berliner Stadtbezirk Mitte war von 1986 bis 1990 ein bedeutender Treffpunkt der oppositionellen Umwelt-, Friedens- und Dritte-Welt-Bewegung der DDR. Sie war die erste von später etwa 30 weiteren Umweltbibliotheken in der DDR. Die Bibliothek arbeitete nach 1990 weiter und wurde 1998 aufgelöst.

## Gründung und Konzeption

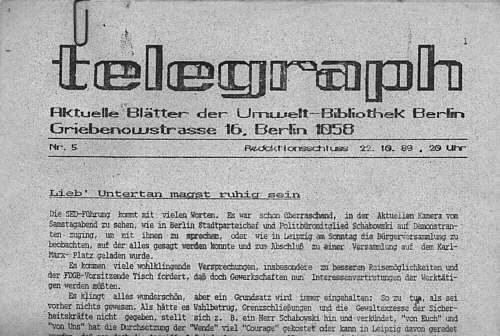
Ausgabe des Telegraph

Die Umwelt-Bibliothek wurde am 2. September 1986 auf Initiative der Umweltschützer Carlo Jordan, Oliver Kämper, Wolfgang Rüddenklau und Christian Halbrock gegründet. Die vorangegangene Nuklearkatastrophe von Tschernobyl im April desselben Jahres wirkte als „Brandbeschleuniger“. Als Vorbild dienten dabei unter anderem die polnischen Fliegenden Universitäten. Der Pfarrer an der Zionskirche, Hans Simon, stellte den Initiatoren zwei Kellerräume im Gemeindehaus hierfür zur Verfügung. Neben der Sammlung von meist verbotenen Büchern und Zeitschriften zu Umwelt- und Menschenrechtsthemen diente die Bibliothek auch als Ort für konspirative Treffen von DDR-Oppositionellen. Es fanden Vorträge und Konzerte von oppositionellen Bürgerrechtlern und Künstlern statt. Außerdem gab es regelmäßige Filmvorführungen.
Die Umwelt-Bibliothek stellte die Samisdat-Zeitschrift Umweltblätter her, die später den Titel telegraph erhielt. Diese Zeitschrift wurde bis zur Wende zum bedeutendsten Organ der DDR-Opposition. Auch andere oppositionelle Veröffentlichungen, darunter der Grenzfall, wurden in der Umwelt-Bibliothek gedruckt, die die einzige nicht vom Staat kontrollierte Druckerei der DDR war.

## Stasi-Razzia 1987
In der Nacht vom 24. auf den 25. November startete das Ministerium für Staatssicherheit (MfS) die „Aktion Falle“, in der die Bibliothek durchsucht wurde und mehrere Mitarbeiter, verhaftet wurden. Mit dieser Razzia erlangte die Bibliothek internationale Bekanntheit. Die West-Medien berichteten ausführlich über das Ereignis und verschafften den in der Umwelt-Bibliothek organisierten Aktivisten eine bis dahin nicht gekannte Öffentlichkeit. In der ganzen DDR kam es zu Solidaritätsbekundungen für die Umwelt-Bibliothek und mit deren Mitarbeitern. Die verhafteten Aktivisten der Umwelt-Bibliothek blieben nicht lange in Haft. Till Böttcher (17), Bert Schlegel (20), Andreas Kalk (20), Bodo Wolff (33), Wolfgang Rüddenklau (34), Uta Ihlow (22) und Tim Eisenlohr (14) kamen alle straflos wieder frei. Die Umwelt-Bibliothek erlangte nach der MfS-Razzia enormen Zulauf. Sie wurde bis zum Ende der DDR vom Regime geduldet.

## Interne Konflikte 1988

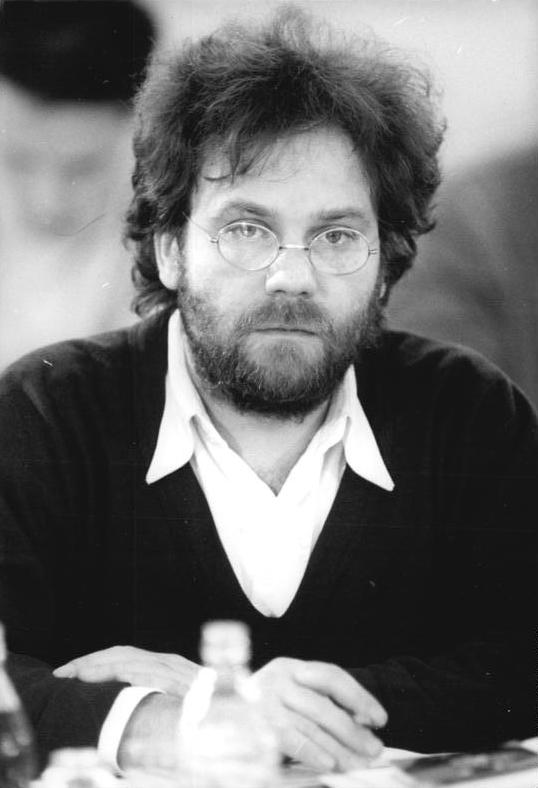
Carlo Jordan, der die Umwelt-Bibliothek 1988 verließ (hier 1990 als Sprecher der Grünen Partei der DDR)

Im Frühjahr 1988 brach ein interner Streit in der Umwelt-Bibliothek über die weitere Strategie der DDR-Umweltbewegung aus. Ein Teil der Gruppe hatte das Ziel, die Umwelt-Bibliothek noch weiter zu einem Netzwerk der gesamten DDR-Umweltbewegung auszubauen. Eine andere Gruppe lehnte diese Überlegungen ab und befürchtete, dass dies zu einer Zentralisierung der Bewegung und schließlich zu parteiähnlichen Strukturen führen könnte. Den Konflikt zwischen den beiden Lagern heizte dabei ein Inoffizieller Mitarbeiter des MfS an. Schließlich spaltete sich eine Gruppe um den späteren Parteisprecher der Grünen Partei in der DDR, Carlo Jordan, ab und gründete das Grün-Ökologische Netzwerk Arche, mit dem diese versuchte, ein Netzwerk der DDR-Umweltbewegung zu schaffen.

## Revolution 1989
Im Revolutionsjahr 1989 beteiligten sich die Aktivisten der Umwelt-Bibliothek an mehreren Mahnwachen und anderen Protestaktionen. Die von der Umwelt-Bibliothek herausgegebene Zeitschrift telegraph war nicht die einzige system-oppositionelle Publikation der subversiven Szene in der DDR, aber deren verbreitetstes überregionales journalistisches Periodikum.

## Nach der Vereinigung Deutschlands
Im Herbst 1990 nahmen Mitarbeiter die Umwelt-Bibliothek an einem Hungerstreik teil, mit dem die Änderung des Entwurfes zum Stasiunterlagengesetz erkämpft werden konnte. Es ging um das Einsichtsrecht in die Akten des Ministeriums für Staatssicherheit, des Geheimdienstes der DDR.
1990 verließen die Mitarbeiter der Umwelt-Bibliothek Berlin die Zionskirchgemeinde. Nach einem kurzen Hausbesetzer-Intermezzo in der Lottumstraße 10a bezogen die UB-Mitarbeiter Ladenräume in der Schliemannstraße 18 im Stadtteil Prenzlauer Berg. Um im bundesdeutschen Rechtssystem bestehen zu können, gründete die UB einen eingetragenen Verein. Ab 1991 beheimatete sie das Matthias-Domaschk-Archiv als bedeutendes privates Archiv zu den oppositionellen Bewegungen der DDR-Zeit. Sie organisierte verschiedene Aktivitäten oder beteiligte sich daran, unter anderem an einer Kriegsschiffbesetzung in Peenemünde, an Demonstrationen gegen den Krieg in Tschetschenien und an Solidaritätsaktionen mit den Zapatisten in Mexiko.
Im Dezember 1998 war die Umwelt-Bibliothek gezwungen, ihre Aktivitäten wegen mangelnder finanzieller Mittel einzustellen und den Verein aufzulösen. Die Bestände gingen an die Robert-Havemann-Gesellschaft und die Umweltbibliothek der Grünen Liga.
Die Zeitschrift der Umwelt-Bibliothek Berlin, der telegraph, erscheint bis heute.